# Szablodziób andyjski
Szablodziób andyjski (Recurvirostra andina) – gatunek średniej wielkości ptaka z rodziny szczudłonogów (Recurvirostridae). Występuje w Andach. Nie jest zagrożony wyginięciem. Nie wyróżnia się podgatunków.

## Zasięg występowania
Zasięg tego gatunku obejmuje centralne Peru, na południe poprzez zachodnią Boliwię do północnego Chile i północno-zachodniej Argentyny. Szeroko rozprzestrzeniony, jego zasięg występowania (EOO – Extent of Occurrence) obejmuje około 1,381 mln km².

## Morfologia
Długość ciała wynosi 43–48 cm, w tym dzioba około 8,2 cm. Skrzydła mierzą około 24,4 cm, natomiast skok około 8,7 cm. Masa ciała wynosi 315–410 gramów.
Większa część upierzenia biała. Dziób czarny, dość cienki, zagięty w dół, a następnie w górę. Tęczówki czerwone. Lotki i wierzchnie pokrywy skrzydłowe czarnobrązowe, lotki z jaśniejszą stosiną; pokrywy podskrzydłowe białe, podobnie jak i grzbiet. Pokrywy nadogonowe oraz sterówki czarnobrązowe. Nogi i stopy szare.

## Ekologia i zachowanie
Habitat
Zwykle występuje w przedziale wysokości 3600–4600 m n.p.m. Zasiedla zazwyczaj jeziora, zarówno słone, jak i zasadowe. Spotykany także na otwartych bagnach, podmokłych łąkach oraz małych stawach. Poza sezonem lęgowym spotykany w innych typach środowisk wodnych.
Zachowanie
W trakcie sezonu lęgowego i w locie często się odzywa. Zawołania różnią się od siebie, zazwyczaj opisywane są jako kluit; zawołania zależą od sytuacji. Często widywany przy flamingach chilijskich (Phoenicopterus chilensis), gdy żeruje. Pożywienie stanowią drobne bezkręgowce znajdywane w płytkiej wodzie – mięczaki i skorupiaki. W locie szyja i nogi wyprostowane.
Lęgi
Okres lęgowy przypada na lato i różni się porą zależnie od miejsca występowania. Gniazdo stanowi zagłębienie w ziemi, często blisko wody. Samica składa zazwyczaj cztery białe jaja. Inkubacja trwa 23–25 dni, wysiadują oba ptaki z pary; pisklęta są w pełni opierzone po 35–42 dniach. Po wykluciu pokrywa je z wierzchu szaro-biały puch z ciemnymi plamkami; od spodu białe.

## Status
Międzynarodowa Unia Ochrony Przyrody (IUCN) uznaje szablodzioba andyjskiego za gatunek najmniejszej troski (LC – least concern) nieprzerwanie od 1988 roku. Liczebność populacji szacuje się na 2500–9999 dorosłych osobników. Trend liczebności populacji ocenia się jako prawdopodobnie stabilny.